# دارمشتات

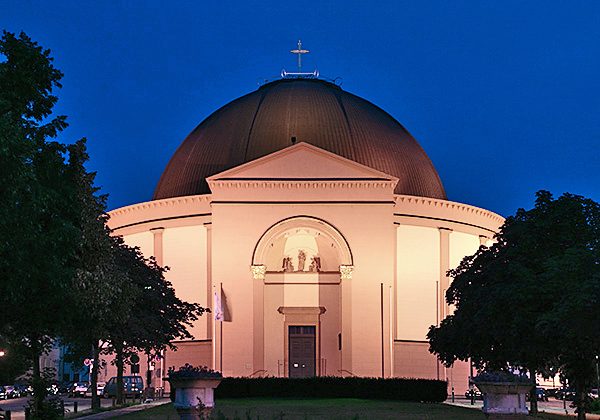
مبنى الكنيسة الكاثولوكية:أحد معالم المدينة

دارمشتادت (بالألمانية: Darmstadt)  مدينة تقع في ولاية هسن الألمانية. بلغ عدد سكانها في عام 2003 ما يناهز 137,900 نسمة. بها جامعة دارمشتات التقنية، أحد أقوى جامعات ألمانيا في المجال الهندسي. تبعد عن مدينة فرانكفورت حوالي 35 كلم. وتقع قرب مطار فرانكفورت وتشتهر بالصناعات التكنولوجية وبها مقر المركز الفضائي الأوروبي.
تنتمي أغلب كنائسها إلى الكنيسة البروتستانتية، كما بها مساجد للجاليات المسلمة التركية والعربية والأمازيغية أشهرها مسجد الأمير سلطان (جالية الأتراك )ومسجد السلام (جالية المغاربة) ومسجد الرحمة (جالية العرب).
يقع في المدينة قبر الجاسوس المصري رفعت الجمال الذي مثل دوره الفنان محمود عبد العزيز في المسلسل الشهير رأفت الهجان.

## المناخ
يظهر الجدول التالي التغييرات المناخية على مدار السنة لدارمشتات:
| البيانات المناخية لـدارمشتات                                                   | البيانات المناخية لـدارمشتات | البيانات المناخية لـدارمشتات | البيانات المناخية لـدارمشتات | البيانات المناخية لـدارمشتات | البيانات المناخية لـدارمشتات | البيانات المناخية لـدارمشتات | البيانات المناخية لـدارمشتات | البيانات المناخية لـدارمشتات | البيانات المناخية لـدارمشتات | البيانات المناخية لـدارمشتات | البيانات المناخية لـدارمشتات | البيانات المناخية لـدارمشتات | البيانات المناخية لـدارمشتات |
| الشهر                                                                          | يناير                        | فبراير                       | مارس                         | أبريل                        | مايو                         | يونيو                        | يوليو                        | أغسطس                        | سبتمبر                       | أكتوبر                       | نوفمبر                       | ديسمبر                       | المعدل السنوي                |
| ------------------------------------------------------------------------------ | ---------------------------- | ---------------------------- | ---------------------------- | ---------------------------- | ---------------------------- | ---------------------------- | ---------------------------- | ---------------------------- | ---------------------------- | ---------------------------- | ---------------------------- | ---------------------------- | ---------------------------- |
| الدرجة القصوى °م (°ف)                                                          | 15 (59)                      | 17 (63)                      | 24 (75)                      | 29 (84)                      | 31 (88)                      | 35 (95)                      | 35 (95)                      | 38 (100)                     | 30 (86)                      | 26 (79)                      | 18 (64)                      | 15 (59)                      | 38 (100)                     |
| متوسط درجة الحرارة الكبرى °م (°ف)                                              | 5 (41)                       | 7 (45)                       | 11 (52)                      | 15 (59)                      | 20 (68)                      | 23 (73)                      | 25 (77)                      | 25 (77)                      | 20 (68)                      | 14 (57)                      | 8 (46)                       | 5 (41)                       | 15 (59)                      |
| المتوسط اليومي °م (°ف)                                                         | 1.4 (34.5)                   | 2.1 (35.8)                   | 5.9 (42.6)                   | 9.7 (49.5)                   | 14.3 (57.7)                  | 17.3 (63.1)                  | 19.3 (66.7)                  | 18.7 (65.7)                  | 14.5 (58.1)                  | 10 (50)                      | 5.3 (41.5)                   | 2.2 (36.0)                   | 10.1 (50.2)                  |
| متوسط درجة الحرارة الصغرى °م (°ف)                                              | −1 (30)                      | 1 (34)                       | 3 (37)                       | 6 (43)                       | 11 (52)                      | 13 (55)                      | 15 (59)                      | 15 (59)                      | 11 (52)                      | 7 (45)                       | 4 (39)                       | 1 (34)                       | 7 (45)                       |
| أدنى درجة حرارة °م (°ف)                                                        | −14 (7)                      | −12 (10)                     | −10 (14)                     | −4 (25)                      | 1 (34)                       | 3 (37)                       | 6 (43)                       | 7 (45)                       | 2 (36)                       | −4 (25)                      | −8 (18)                      | −11 (12)                     | −14 (7)                      |
| الهطول مم (إنش)                                                                | 55 (2.2)                     | 53 (2.1)                     | 66 (2.6)                     | 49 (1.9)                     | 76 (3.0)                     | 67 (2.6)                     | 75 (3.0)                     | 66 (2.6)                     | 63 (2.5)                     | 66 (2.6)                     | 63 (2.5)                     | 66 (2.6)                     | 765 (30.1)                   |
| ساعات سطوع الشمس الشهرية                                                       | 47                           | 80                           | 120                          | 176                          | 208                          | 214                          | 232                          | 218                          | 158                          | 103                          | 50                           | 37                           | 1٬643                        |
| المصدر: Daily mean / Avg. precipitation / Mean sunshine hours (1981–2010), DWD |                              |                              |                              |                              |                              |                              |                              |                              |                              |                              |                              |                              |                              |

## توأمة
لدارمشتات اتفاقيات توأمة مع كل من:
- Saanen [الإنجليزية]‏ منذ (1991 - )
- ألكمار (1958 - )
- تروا (1958 - )
- تشيسترفيلد (1959 - )
- غراتس (أكتوبر 1968 - )[12]
- تروندهايم (1968 - )
- بورصة (1971 - )
- بوتسك (1988 - )
- سيجد (1990 - )[13]
- Gyönk [الإنجليزية]‏ منذ (1990 - )
- فرايبرغ (1990 - )
- بريشا (1991 - )
- أوجهورود (1992 - )
- ليبايا (1993 - )[14]
- لوغرونيو (2002 - )

## أعلام
- غيورغ فون هيرتلينغ
- أليس أميرة المملكة المتحدة
- ألكسندرا فيودوروفنا
- لودفيغ بوشنر
- ماريا ألكسندروفنا
- ألكسندر أمير هسن والراين
- لودفيغ الثاني دوق هسن الأكبر
- لويس الثالث، دوق هسن الأكبر
- يوستوس فون ليبيغ
- هاينريش فون برنتانو
- سيسيل أميرة اليونان والدنمارك
- أوغست كيكوله

## اقرأ أيضا
- حفرة ميسيل